# The Perils of Pauline
The Perils of Pauline (en español: Los peligros de Paulina) es una serie cinematográfica melodramática estadounidense de veinte episodios, dirigida en 1914 por Louis J. Gasnier y Donald MacKenzie (o McKenzie; 1879-1972) y con Pearl White como actriz principal.
En 2008, la película fue considerada «cultural, histórica y estéticamente significativa» por la Biblioteca del Congreso de Estados Unidos y seleccionada para su preservación en el National Film Registry.

## Argumento
Mr. Marvin, rico tutor de Paulina, muere dejándola heredera de todos sus bienes. El dinero, hasta la boda de la muchacha, deberá ser administrado por Koerner, el secretario de Marvin. Pero Paulina, antes de casarse, quiere vivir como una aventurera. Koerner concibe una serie de planes para satisfacer los deseos de Paulina, con el objetivo de eliminar a la muchacha, para quedarse con el dinero de Mr. Marvin.

## Episodios
Los primeros nueve episodios de The Perils of Pauline en inglés:
- Primer episodio: Trial by Fire
- Segundo episodio: The Goddess of the Far West
- Tercer episodio: The Pirate Treasure
- Cuarto episodio: The Deadly Turning
- Quinto episodio: A Watery Doom
- Sexto episodio: The Shattered Plane
- Séptimo episodio: The Tragic Plunge
- Octavo episodio: The Serpent in the Flowers
- Noveno episodio: The Floating Coffin